# Rüdiger Drews
Rüdiger Drews (* 12. Februar 1942 in Rastenburg, Ostpreußen) ist ein Generalleutnant außer Dienst des Heeres der Bundeswehr.

## Leben
Rüdiger Drews, Sohn des Generalmajors Werner Drews, trat nach dem Abitur 1962 in die Bundeswehr ein. Von 1973 bis 1975 absolvierte er den 16. Generalstabslehrgang Heer an der Führungsakademie der Bundeswehr, wo er zum Offizier im Generalstabsdienst ausgebildet wurde. Von 1988 bis 1990 war er Verbindungsoffizier beim Bundespräsidenten Richard von Weizsäcker. Er kommandierte von 1990 bis 1991 die Panzerbrigade 8, war von 1994 bis 1998 Befehlshaber Wehrbereich V und Kommandeur 10. Panzerdivision. Von 1998 bis zu seiner Pensionierung 2002 war er Befehlshaber Heeresführungskommando. Von 2002 bis 2010 war er Präsident des Kuratoriums Ehrenmal des Deutschen Heeres. Er initiierte in 2005 die Erweiterung des Ehrenmals um eine rechts des Ehrenmals stehende Stele mit der Widmung: „Den Heeressoldaten der Bundeswehr, die für Frieden, Recht und Freiheit ihr Leben ließen.“.
Drews studierte Mittelalterliche und Neuere Geschichte, Philosophie und Literaturwissenschaft.
Drews ist evangelisch, verheiratet und hat eine Tochter sowie einen Sohn.

## Veröffentlichungen
- Ludwig Windthorst: Ein katholischer Volkstribun gegen Bismarck. Eine Biografie. Pustet, Regensburg 2011, ISBN 978-3-7917-2408-9.